# Daijirō Higuchi
Daijirō Higuchi (* 28. März 1983) ist ein ehemaliger japanischer Skispringer.

## Werdegang
Higuchi, der an der Sporthochschule Hokusho studierte, bekam 2000 einen Startplatz im japanischen Nachwuchsteam. Im Skisprung-Continental-Cup gelangen ihm in seiner ersten Saison 2000/01 28. Punkte und damit Rang 127 der Gesamtwertung. Auch in die folgende Saison 2001/02 startete er mit ersten Punktegewinnen, bevor er bei der Nordischen Junioren-Skiweltmeisterschaft 2002 in Schonach im Schwarzwald 20. im Einzelspringen wurde. In Zaō überraschte Higuchi zum Saisonende mit dem zweiten Platz und damit seinem ersten Podium im Continental Cup. Nach einem 16. Platz im zweiten Springen erreichte er in der Saison-Gesamtwertung Rang 91.
Ein Jahr später startete Higuchi in der Saison 2003 noch einmal in Sapporo und Zaō im Continental Cup, konnte aber nur wenige Punkte gewinnen. Zu Springen außerhalb Japans reiste er trotz seines Erfolges aus der Vorsaison nicht und erhielt nach Ende der Saison 2002/03 keinen weiteren Startplatz im Kader und beendete daraufhin seine aktive Karriere.

## Erfolge

### Continental-Cup-Platzierungen
| Saison  | Platz | Punkte |
| ------- | ----- | ------ |
| 2000/01 | 127.  | 028    |
| 2001/02 | 091.  | 112    |
| 2002/03 | 193.  | 007    |